# Стебня
Стебня — река в России, протекает по территории Островского района Псковской области. Устье реки находится на высоте около 55,1 м над уровнем моря в 114 км по правому берегу реки Великой. Длина реки — 12 км.

## Данные водного реестра
По данным государственного водного реестра России относится к Балтийскому бассейновому округу, водохозяйственный участок реки — Великая. Относится к речному бассейну реки Нарва (российская часть бассейна).
Код объекта в государственном водном реестре — 01030000112102000028601.